# Dixons Retail
Pour les articles homonymes, voir DSG.
Dixons Retail, précédemment appelée  DSG international, est une entreprise britannique faisant partie de l'indice FTSE 250 et spécialisée dans la revente de matériel électronique au grand public.

## Historique
En 1937, Charles Kalms ouvre Dixons photographic studio avec un capital de £100.
De 2000 à sa disparition en 2014, le groupe ne cesse de s'agrandir avec le rachat par exemple de Pixmania. En septembre 2013, Pixmania est revendu par Dixons à un fonds de retournement allemand Mutares. Afin de consolider le rachat, Dixons versera 69 millions d'euros à Mutares en plus de la cession de Pixmania.
En mai 2014, Dixons Retail annonce sa fusion avec Carphone Warehouse pour 3,8 milliards de livres